# Joseph Pletincx
Joseph Pletincx (Saint-Gilles, 13 giugno 1888 – Saint-Gilles, 4 gennaio 1971) è stato un pallanuotista belga.

## Palmarès
- Argento ai Giochi olimpici di Londra 1908
- Bronzo ai Giochi olimpici di Stoccolma 1912
- Argento ai Giochi olimpici di Anversa 1920
- Argento ai Giochi olimpici di Parigi 1924